# As Time Goes By (пісня)
As Time Goes By (укр. З плином часу) — пісня Германа Гапфелда. Велику популярність пісня здобула у 1942-му році з виходом фільму «Касабланка», де її заспівав Дулі Вілсон (персонаж Сем).

## Історія
Герман Гапфелд написав «As Time Goes By» для бродвейського мюзиклу «Всіх ласкаво просимо» 1931 року. Першим виконавцем пісні у оригінальному шоу став Френсіс Вільямс.
Однак, визнання та славу цій пісні приніс поставлений Майклом Кертісом фільм «Касабланка», де її заспівав Дулі Вілсон під фортепіанний супровід студійного піаніста Жана Вінсента Пламмера.

## Визнання
Пісню неодноразово виконували відомі зірки в тому числі Френк Сінатра.
У 2004 році пісня була визнана другою у списку «100 найкращих пісень з американських фільмів за 100 років за версією AFI». А у 1999 році National Public Radio включили її до свого списку «100 найвизначніших американських музичних творів XX-го століття».

## Текст пісні
Переклад першого куплету пісні.
| Англійський оригінал (звучить у фільмі)                                                                               | Дослівний переклад |
| --- | --- |
| You must remember this, A kiss is still a kiss, A sigh is just a sigh, The fundamental things apply, As time goes by. | Ти маєш це пам'ятати, Поцілунок залишається поцілунком, Зітхання — просто зітхання, Фундаментальні речі не змінюються, З плином часу. |